# Epacrophis drewesi
Espèce
Synonymes
- Leptotyphlops drewesi Wallach, 1996

Epacrophis drewesi est une espèce de serpents de la famille des Leptotyphlopidae.

## Répartition
Cette espèce est endémique du Kenya. Elle se rencontre dans les environs d'Isiolo.

## Étymologie
Cette espèce est nommée en l'honneur de Robert Clifton Drewes. 

## Publication originale
- Wallach, 1996 : Leptotyphlops drewesi n. sp., a worm snake from central Kenya (Serpentes: Leptotyphlopidae). Journal of African Zoology, vol. 110, n. 6, p. 425-431.